# 横浜市吉野町市民プラザ
吉野町市民プラザ（よしのちょうしみんプラザ）は、横浜市南区吉野町5-26にある文化施設である。正式名称は横浜市吉野町市民プラザ。
1989年に横浜市で最初の市民プラザとして、区民文化施設に先駆けて開館。5階建ての建物の中には、可動式の舞台機構と客席を持った多機能ホール、スタジオ、ギャラリー、会議室、大小3つのスタジオがあり、横浜市市民利用施設として貸出しをしている。

## 設備
- ホール 185㎡・200席（車椅子席4席）
- ギャラリー 140㎡
- スタジオ 3室
  - スタジオA 66㎡・定員25名－板貼りのスタジオ。鏡やバー、ピアノ設置。男女別の更衣室・シャワー有。
  - スタジオB 14㎡・定員6名－ドラムセット（有料）設置。ギターアンプなどの音響設備の貸出し有。
  - スタジオC 18㎡・定員8名－ドラムセット（有料）設置。ギターアンプなどの音響設備の貸出し有。
- 会議室 48㎡・定員40名

## アクセス
- 電車
  - 市営地下鉄ブルーライン「吉野町駅」下車、徒歩3分
  - 京浜急行本線「南太田駅」より徒歩5分

- バス
  - バス停「お三の宮」下車、徒歩1分

- 車
  - 鎌倉街道沿いの吉野町5丁目信号、上大岡に向かって右側の交番の後ろの大きな5階建ての建物。駐車場へは、鎌倉街道「日枝小学校前」交差点を曲がって、上大岡方面からは左折、関内方面からは右折しさらに左折、橋のふもとをさらに左折し、大岡川沿いの駐車場入り口より入場。

## 取り組み
- ギター・ワークショップ[1]
初心者のためのギターワークショップを毎年開催。グループ結成支援やステップアップ講座など、その後のフォローも充実している。

- 大岡川アートプロジェクト「光のぷろむなぁど」